# Minnie Bruce Pratt
Minnie Bruce Pratt (* 12. September 1946 in Selma, Alabama; † 2. Juli 2023 in Syracuse, New York) war eine US-amerikanische Hochschullehrerin, LGBT-Aktivistin, Autorin und Dichterin.

## Leben
Pratt wurde in Selma geboren. Sie wuchs in Centreville, Alabama auf und besuchte die University of Alabama, wo sie 1968 den B.A. erreichte. 1979 erhielt sie den Ph.D. in englischer Literatur von der University of North Carolina. Pratt erhielt eine Stelle als Professorin an der Syracuse University. Sie half dort das LGBT-Studienprogramm der Universität mitzuentwickeln. In den 1970ern war sie in der Frauenbewegung engagiert und schrieb in den 1980er Jahren des Weiteren über Themen wie Rasse, Klassenkampf, Queertheorie und sexuelle Identität. Pratt erhielt gemeinsam mit den lesbischen Schriftstellerinnen Chrystos und Audre Lorde den Lillian Hellman-Dashiell Hammett Award von der Stiftung Fund for Free Expression (eine Stiftung, die Schriftsteller unterstützt, die Opfer politischer Unterdrückung wurden). Pratt, Chrystos und Lorde wurden ausgewählt, weil sie ein Ziel von rechten und fundamentalistischen Kräften in früheren Angriffen auf das National Endowment for the Arts waren. Ihre politische Unterstützung gab Pratt auch dem International Action Center, dem National Women's Fightback Network und der National Writers Union. 1996 wirkte Pratt in Rosa von Praunheims Film Transexual Menace mit. Pratt schrieb für die Zeitung Workers World.
Pratt war mit Leslie Feinberg († 2014) liiert.

## Werke
- The Dirt She Ate: Selected and New Poems. University of Pittsburgh Press, Pittsburgh 2003, ISBN 0-8229-5826-0 (englisch). Chosen Lambda Literary Award in Lesbian Poetry, 2003
- The Money Machine: Selected Poems. Belladonna* Books, New York 2003 (englisch).
- Walking Back Up Depot Street: Poems. University of Pittsburgh Press, Pittsburgh 1999, ISBN 0-8229-4096-5 (englisch). Best Gay and Lesbian Book of the Year by ForeWord: Magazine of Independent Bookstores and Booksellers, 2000
- S/HE. Firebrand Books, Ithaca, NY 1995, ISBN 1-55583-888-X (englisch).
- We Say We Love Each Other. Spinsters/Aunt Lute, San Francisco 1985, ISBN 1-56341-023-0 (englisch).
- Rebellion: Essays 1980-1991. Firebrand Books, Ithaca, NY. 1991, ISBN 1-56341-006-0 (englisch).
- Crime Against Nature. Firebrand Books, Ithaca, NY. 1990, ISBN 0-932379-73-7 (englisch). American Library Association Gay and Lesbian Book Award in Literatur 1991, The Lamont Poetry Selection of The Academy of American Poets, 1989
- Minnie Bruce Pratt, Elly Bulkin, Barbara Smith: Yours In Struggle: Three Feminist Perspectives On Anti-Semitism And Racism. Long Haul Press, New York 1984, ISBN 0-932379-53-2 (englisch). Chosen for the 100 Best Lesbian and Gay Nonfiction Books, von Publishing Triangle, 2004
- The Sound Of One Fork. Night Heron Press, Durham, NC 1981 (englisch).

## Preise und Ehrungen
- The Lamont Poetry Selection von The Academy of American Poets für Crime Against Nature. (englisch)., 1989
- Creative Writing Fellowship in Poetry, von The National Endowment for the Arts, 1990
- The Harriete Simpson Arnow Prize für Poesie, von The American Voice, 1990
- American Library Association Gay and Lesbian Book Award in Literatur für Crime Against Nature. (englisch)., 1991
- Independent Booksellers Award für Walking Back Up Depot Street. (englisch)., 1999
- The Lucille Medwick Memorial Award, Poetry Society of America, "Picking Up a Job Application", 2002
- Lambda Literary Award für The Dirt She Ate. (englisch)., 2003
- Fellowship in Poetry, New Jersey State Council on the Arts, 2005